# Willem Frederik van Nassau-Dietz

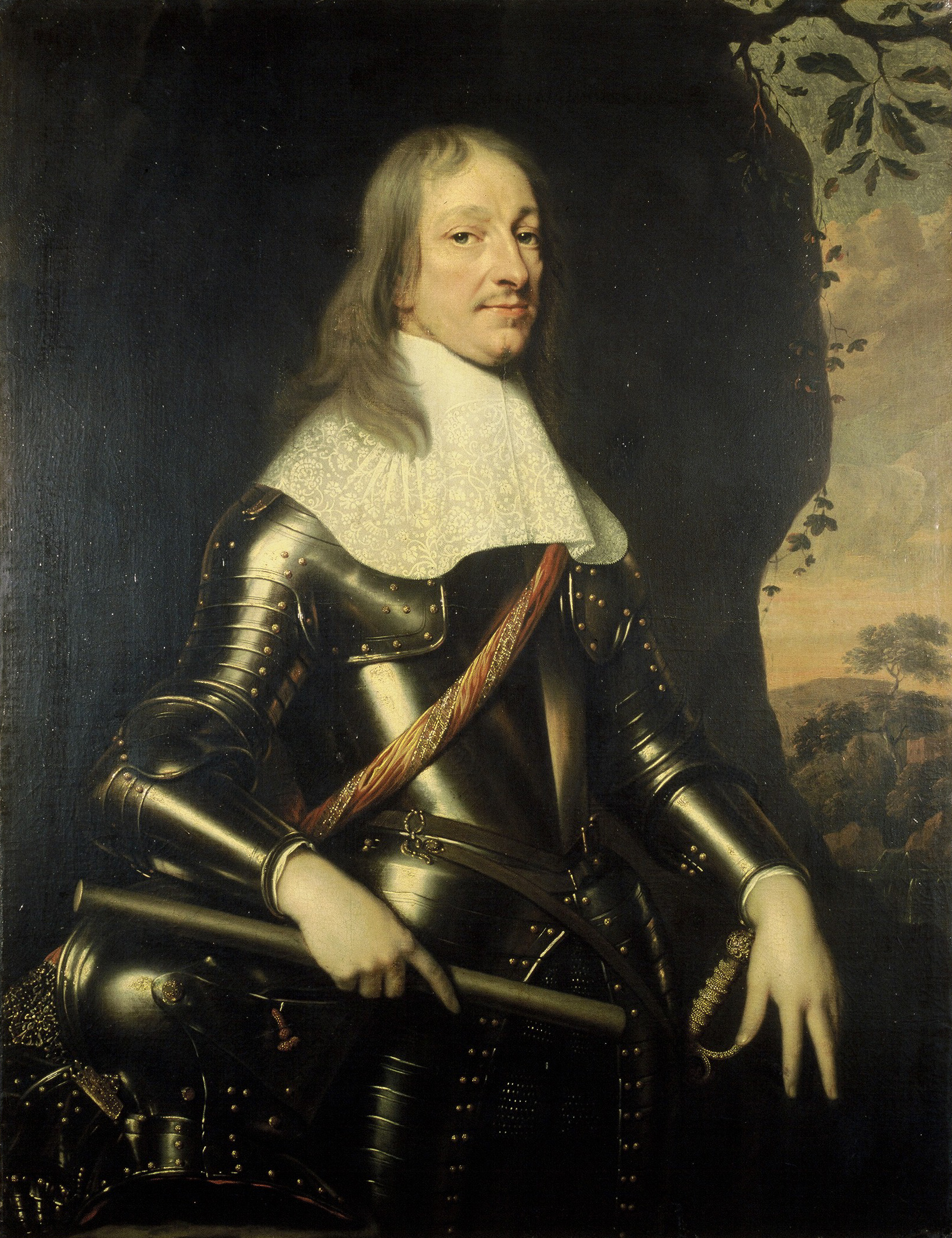
Willem Frederik van Nassau-Dietz (1664), door Pieter Nason

Willem Frederik (Arnhem, 7 augustus 1613 – Leeuwarden, 31 oktober 1664), graaf van Nassau-Dietz (1640-1654), vorst van Nassau-Dietz (1654-1664), stadhouder van Friesland (1640-1664), stadhouder van Groningen en Drenthe (1650-1664), landcommandeur van de Duitse Orde (1641-1664), was de zoon van Ernst Casimir van Nassau-Dietz en Sophia Hedwig van Brunswijk-Wolfenbüttel. Willem Frederik is een stamvader van het huidige koninklijk huis in Nederland.

## Biografie
Willem Frederik studeerde in Leiden en Groningen en nam daarna dienst in het leger van Frederik Hendrik van Oranje. In 1640 nam hij deel aan de strijd om Hulst, waarbij zijn oudere broer Hendrik Casimir I van Nassau-Dietz sneuvelde. Vervolgens ontstond een conflict met Frederik Hendrik van Oranje over de vraag wie Hendrik Casimir zou opvolgen als stadhouder van Friesland, Groningen en Drenthe.
Als opperbevelhebber van het leger weigerde Frederik Hendrik dan ook om Willem Frederik tot veldmaarschalk te benoemen. Willem Frederik deed er alles aan om Frederik Hendriks vertrouwen te winnen. Uiteindelijk werd hij stadhouder van Friesland en Frederik Hendrik van Groningen en Drenthe. Tegen die tijd was de Tachtigjarige Oorlog bijna ten einde.
In 1650 leidde hij de mislukte aanslag op Amsterdam in opdracht van Willem II. Toen die even later plots overleed, werd Willem Frederik alsnog stadhouder van Groningen en Drenthe. Zijn benoeming tot veldmaarschalk van de Republiek werd enkele malen door Johan de Witt en Cornelis de Graeff tegengehouden. In 1662 werd hij door de Staten van Friesland aan het hoofd van een klein expeditieleger gesteld dat de orde in de stad Groningen moest herstellen. In die stad waren problemen ontstaan rond Johan Schulenborgh.
Tijdens een jachtpartij wilde Willem Frederik een schot lossen met zijn zadelpistool, dat weigerde af te gaan. Bij het schoonmaken van het pistool kreeg hij een schot door zijn kin en kaak. Hij overleed op 31 oktober 1664 ten gevolge van dit ongeval. Zijn stoffelijk overschot werd bijgezet in de grafkelder van de Friesche Nassaus in Leeuwarden. Het pistool waarmee hij zich doodde, bevindt zich in het Rijksmuseum Amsterdam.
Hij werd na zijn dood opgevolgd door zijn zoon Hendrik Casimir II; de weduwe Albertine Agnes werd 'regentes' voor haar zoon.

## Dagboeken
Willem Frederik is ook bekend geworden vanwege zijn dagboeken die later teruggevonden zijn. Hierin schreef hij openhartig over emotionele onderwerpen als ziekte, lust, drankzucht, berouw en schuld. Tijdens ziektes en onpasselijkheden hield hij zorgvuldig zijn stoelgang en braakpartijen bij.

## Huwelijk en kinderen
Na zo'n tien jaar vleien, gepaste aandacht geven, zich bemind maken bij Frederik Hendrik en diens echtgenote, de overbedillerige Amalia van Solms, moest Willem Frederik toezien hoe hun oudste dochter, Louise Henriëtte, werd uitgehuwelijkt aan Frederik Willem I, de grote Keurvorst van Brandenburg.
Willem Frederik trouwde echter op 2 mei 1652 te Kleef met de vijfde dochter van Frederik Hendrik, zijn achternicht Albertine Agnes van Nassau (1634-1696). Uit dit huwelijk werden de volgende kinderen geboren:
| Naam            | Geboorte | Overlijden | Opmerkingen |
| --------------- | -------- | ---------- | --- |
| Amalia          | 1655     | 1695       | Gehuwd met Johan Willem van Saksen-Eisenach                                                                                                   |
| Hendrik Casimir | 1657     | 1696       | De vorst van Nassau-Dietz. Gehuwd met Henriette Amalia van Anhalt-Dessau. Eén van hun dochters heet Sophia Hedwig van Nassau-Dietz 1690-1734. |
| Sophia Hedwig   | 1664     | 1667       | |

## Letters
De voorletters van Willem Frederik en zijn echtgenote Albertine Agnes zijn in de Prinsentuin in Groningen te zien in de vorm van geknipte heggetjes.

## Galerij
- Zijn vader:
Portret van Ernst Casimir, graaf van Nassau-Dietz
1609-33
Uit de werkplaats van Michiel Jansz. van Mierevelt
Rijksmuseum Amsterdam
- Zijn voorganger en oudere broer:
Portret van Hendrik Casimir I, graaf van Nassau-Dietz
ca. 1632
Wybrand de Geest
Rijksmuseum Amsterdam
- Zijn vrouw en kinderen:
Albertine Agnes van Oranje-Nassau en haar drie kinderen
1668
Abraham van den Tempel
Fries Museum
- Zijn zoon en opvolger:
Hendrik Casimir II, vorst van Nassau-Dietz
1691
Lancelot Volders
Koninklijke verzamelingen

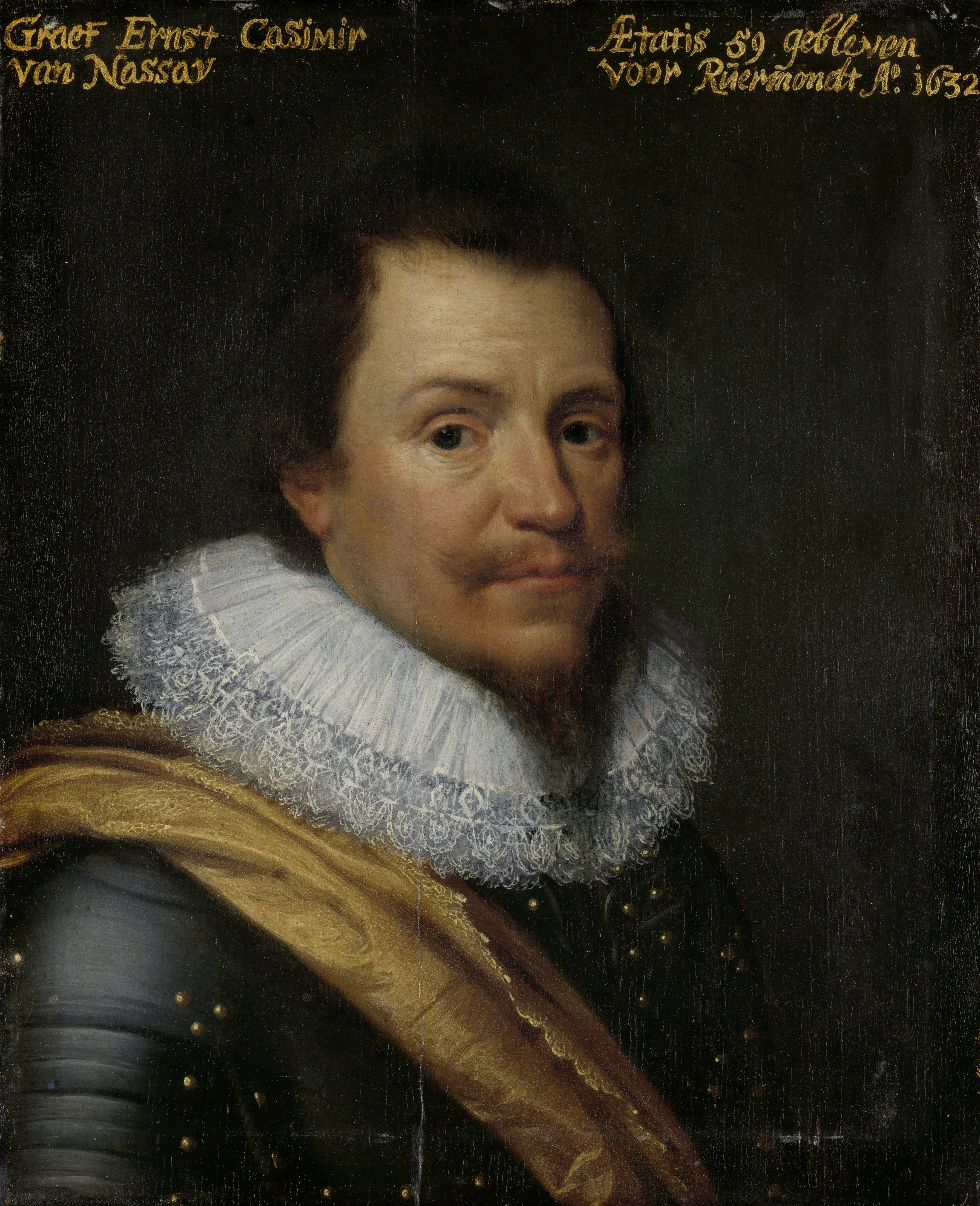
Zijn vader: Portret van Ernst Casimir, graaf van Nassau-Dietz 1609-33 Uit de werkplaats van Michiel Jansz. van Mierevelt Rijksmuseum Amsterdam
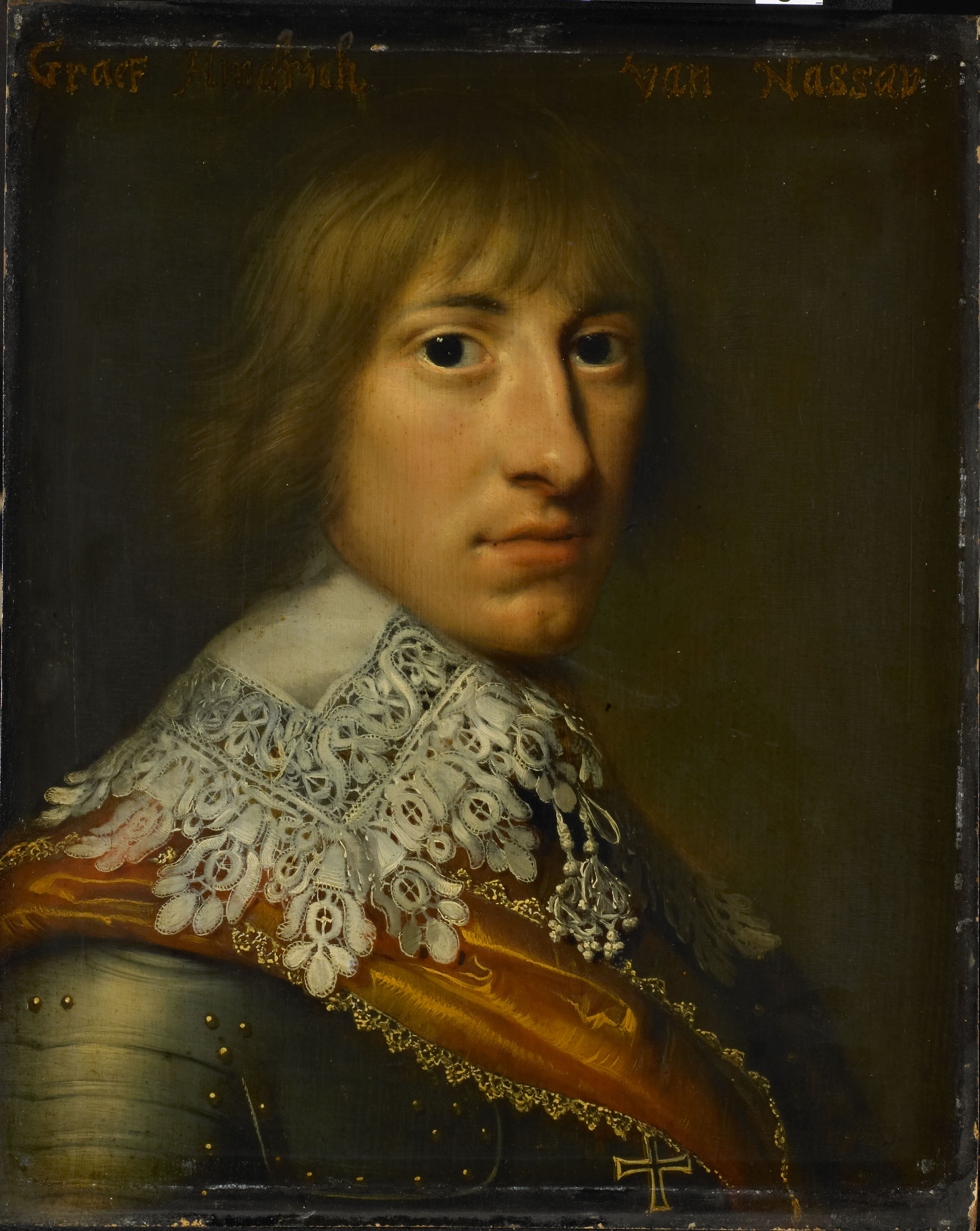
Zijn voorganger en oudere broer: Portret van Hendrik Casimir I, graaf van Nassau-Dietz ca. 1632 Wybrand de Geest Rijksmuseum Amsterdam
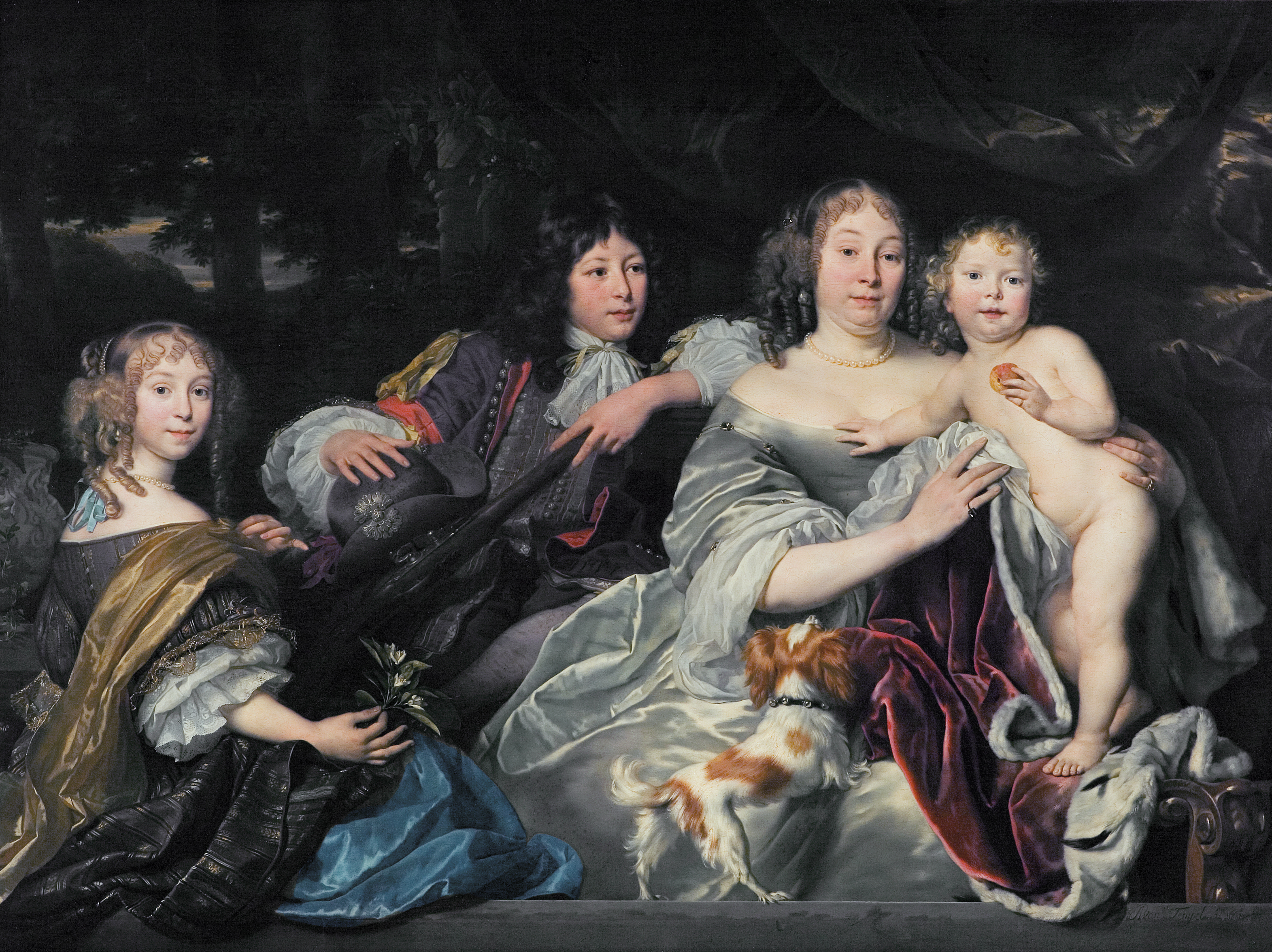
Zijn vrouw en kinderen: Albertine Agnes van Oranje-Nassau en haar drie kinderen 1668 Abraham van den Tempel Fries Museum
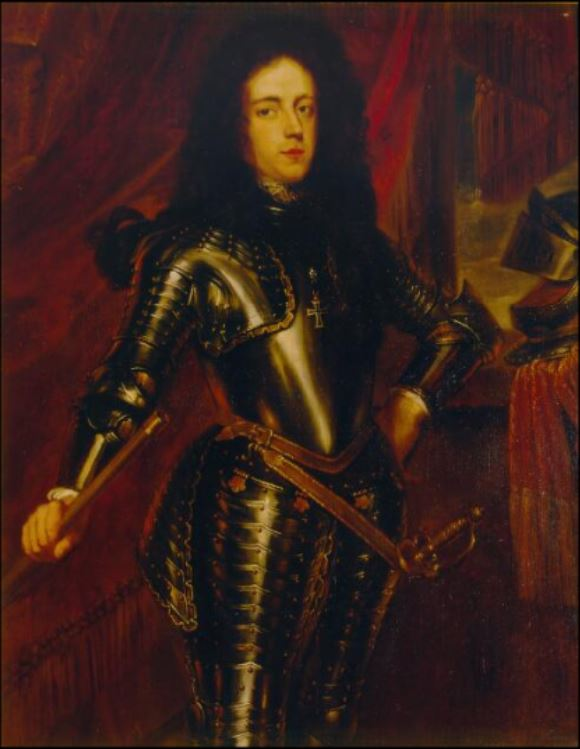
Zijn zoon en opvolger: Hendrik Casimir II, vorst van Nassau-Dietz 1691 Lancelot Volders Koninklijke verzamelingen
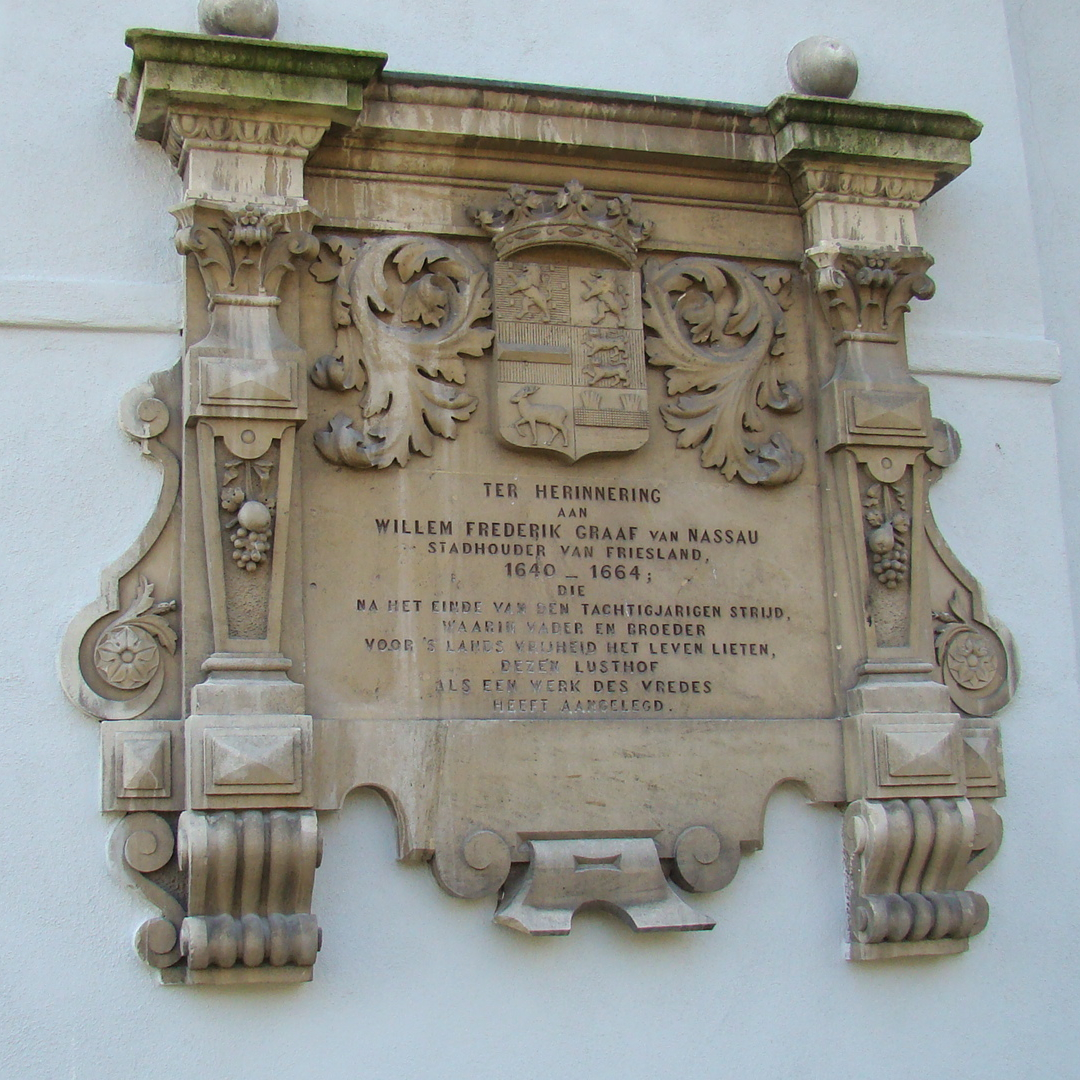
Gedenkplaat in de Prinsentuin (Leeuwarden) (2008)
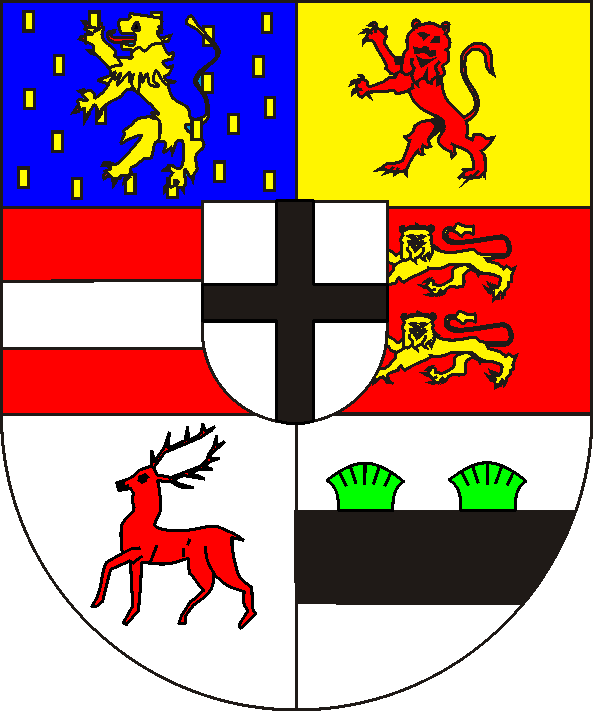
Het wapen van Willem Frederik van Nassau-Dietz

## Kwartierstaat
| Willem I van Nassau-Dillenburg (1487–1559)     | Willem I van Nassau-Dillenburg (1487–1559)     | Willem I van Nassau-Dillenburg (1487–1559)     | Willem I van Nassau-Dillenburg (1487–1559)     | Willem I van Nassau-Dillenburg (1487–1559)     | Willem I van Nassau-Dillenburg (1487–1559)     | Juliana van Stolberg-Wernigerode (1506-1580) | Juliana van Stolberg-Wernigerode (1506-1580) | Juliana van Stolberg-Wernigerode (1506-1580) | Juliana van Stolberg-Wernigerode (1506-1580) | Juliana van Stolberg-Wernigerode (1506-1580) | Juliana van Stolberg-Wernigerode (1506-1580) |                                              |                                              | Georg III van Leuchtenberg (1502-1555)     | Georg III van Leuchtenberg (1502-1555)     | Georg III van Leuchtenberg (1502-1555) | Georg III van Leuchtenberg (1502-1555) | Georg III van Leuchtenberg (1502-1555) | Georg III van Leuchtenberg (1502-1555) | Barbara van Brandenburg-Ansbach (1495-1552) | Barbara van Brandenburg-Ansbach (1495-1552) | Barbara van Brandenburg-Ansbach (1495-1552) | Barbara van Brandenburg-Ansbach (1495-1552) | Barbara van Brandenburg-Ansbach (1495-1552) | Barbara van Brandenburg-Ansbach (1495-1552) |                                          |                                          | Julius van Brunswijk-Wolfenbüttel (1528-1589) | Julius van Brunswijk-Wolfenbüttel (1528-1589) | Julius van Brunswijk-Wolfenbüttel (1528-1589) | Julius van Brunswijk-Wolfenbüttel (1528-1589) | Julius van Brunswijk-Wolfenbüttel (1528-1589)         | Julius van Brunswijk-Wolfenbüttel (1528-1589)         | Hedwig van Brandenburg (1540-1602)                    | Hedwig van Brandenburg (1540-1602)                    | Hedwig van Brandenburg (1540-1602)                    | Hedwig van Brandenburg (1540-1602)                    | Hedwig van Brandenburg (1540-1602)                   | Hedwig van Brandenburg (1540-1602)                   |                                                      |                                                      | Frederik II van Denemarken (1534-1588)               | Frederik II van Denemarken (1534-1588)               | Frederik II van Denemarken (1534-1588)       | Frederik II van Denemarken (1534-1588)       | Frederik II van Denemarken (1534-1588) | Frederik II van Denemarken (1534-1588) | Sophia van Mecklenburg-Güstrow (1557-1631)               | Sophia van Mecklenburg-Güstrow (1557-1631)               | Sophia van Mecklenburg-Güstrow (1557-1631)               | Sophia van Mecklenburg-Güstrow (1557-1631)               | Sophia van Mecklenburg-Güstrow (1557-1631)               | Sophia van Mecklenburg-Güstrow (1557-1631)               |  |  |  |  |  |  |  |  |  |  |  |  |  |  |  |  |  |  |  |  |  |  |  |  |  |  |  |  |  |  |  |  |  |  |  |  |  |  |  |  |  |  |  |  |  |  |  |  |
| Willem I van Nassau-Dillenburg (1487–1559)     | Willem I van Nassau-Dillenburg (1487–1559)     | Willem I van Nassau-Dillenburg (1487–1559)     | Willem I van Nassau-Dillenburg (1487–1559)     | Willem I van Nassau-Dillenburg (1487–1559)     | Willem I van Nassau-Dillenburg (1487–1559)     | Juliana van Stolberg-Wernigerode (1506-1580) | Juliana van Stolberg-Wernigerode (1506-1580) | Juliana van Stolberg-Wernigerode (1506-1580) | Juliana van Stolberg-Wernigerode (1506-1580) | Juliana van Stolberg-Wernigerode (1506-1580) | Juliana van Stolberg-Wernigerode (1506-1580) |                                              |                                              | Georg III van Leuchtenberg (1502-1555)     | Georg III van Leuchtenberg (1502-1555)     | Georg III van Leuchtenberg (1502-1555) | Georg III van Leuchtenberg (1502-1555) | Georg III van Leuchtenberg (1502-1555) | Georg III van Leuchtenberg (1502-1555) | Barbara van Brandenburg-Ansbach (1495-1552) | Barbara van Brandenburg-Ansbach (1495-1552) | Barbara van Brandenburg-Ansbach (1495-1552) | Barbara van Brandenburg-Ansbach (1495-1552) | Barbara van Brandenburg-Ansbach (1495-1552) | Barbara van Brandenburg-Ansbach (1495-1552) |                                          |                                          | Julius van Brunswijk-Wolfenbüttel (1528-1589) | Julius van Brunswijk-Wolfenbüttel (1528-1589) | Julius van Brunswijk-Wolfenbüttel (1528-1589) | Julius van Brunswijk-Wolfenbüttel (1528-1589) | Julius van Brunswijk-Wolfenbüttel (1528-1589)         | Julius van Brunswijk-Wolfenbüttel (1528-1589)         | Hedwig van Brandenburg (1540-1602)                    | Hedwig van Brandenburg (1540-1602)                    | Hedwig van Brandenburg (1540-1602)                    | Hedwig van Brandenburg (1540-1602)                    | Hedwig van Brandenburg (1540-1602)                   | Hedwig van Brandenburg (1540-1602)                   |                                                      |                                                      | Frederik II van Denemarken (1534-1588)               | Frederik II van Denemarken (1534-1588)               | Frederik II van Denemarken (1534-1588)       | Frederik II van Denemarken (1534-1588)       | Frederik II van Denemarken (1534-1588) | Frederik II van Denemarken (1534-1588) | Sophia van Mecklenburg-Güstrow (1557-1631)               | Sophia van Mecklenburg-Güstrow (1557-1631)               | Sophia van Mecklenburg-Güstrow (1557-1631)               | Sophia van Mecklenburg-Güstrow (1557-1631)               | Sophia van Mecklenburg-Güstrow (1557-1631)               | Sophia van Mecklenburg-Güstrow (1557-1631)               |  |  |  |  |  |  |  |  |  |  |  |  |  |  |  |  |  |  |  |  |  |  |  |  |  |  |  |  |  |  |  |  |  |  |  |  |  |  |  |  |  |  |  |  |  |  |  |  |
|                                                |                                                |                                                |                                                |                                                |                                                |                                              |                                              |                                              |                                              |                                              |                                              |                                              |                                              |                                            |                                            |                                        |                                        |                                        |                                        |                                             |                                             |                                             |                                             |                                             |                                             |                                          |                                          |                                               |                                               |                                               |                                               |                                                       |                                                       |                                                       |                                                       |                                                       |                                                       |                                                      |                                                      |                                                      |                                                      |                                                      |                                                      |                                              |                                              |                                        |                                        |                                                          |                                                          |                                                          |                                                          |                                                          |                                                          |  |  |  |  |  |  |  |  |  |  |  |  |  |  |  |  |  |  |  |  |  |  |  |  |  |  |  |  |  |  |  |  |  |  |  |  |  |  |  |  |  |  |  |  |  |  |  |  |
|                                                |                                                |                                                |                                                | Jan VI van Nassau-Dillenburg (1535–1606)       | Jan VI van Nassau-Dillenburg (1535–1606)       | Jan VI van Nassau-Dillenburg (1535–1606)     | Jan VI van Nassau-Dillenburg (1535–1606)     | Jan VI van Nassau-Dillenburg (1535–1606)     | Jan VI van Nassau-Dillenburg (1535–1606)     |                                              |                                              |                                              |                                              |                                            |                                            | Elisabeth van Leuchtenberg (1537-1579) | Elisabeth van Leuchtenberg (1537-1579) | Elisabeth van Leuchtenberg (1537-1579) | Elisabeth van Leuchtenberg (1537-1579) | Elisabeth van Leuchtenberg (1537-1579)      | Elisabeth van Leuchtenberg (1537-1579)      |                                             |                                             |                                             |                                             |                                          |                                          |                                               |                                               |                                               |                                               | Hendrik Julius van Brunswijk-Wolfenbüttel (1564-1613) | Hendrik Julius van Brunswijk-Wolfenbüttel (1564-1613) | Hendrik Julius van Brunswijk-Wolfenbüttel (1564-1613) | Hendrik Julius van Brunswijk-Wolfenbüttel (1564-1613) | Hendrik Julius van Brunswijk-Wolfenbüttel (1564-1613) | Hendrik Julius van Brunswijk-Wolfenbüttel (1564-1613) |                                                      |                                                      |                                                      |                                                      |                                                      |                                                      | Elisabeth van Denemarken (1573-1626)         | Elisabeth van Denemarken (1573-1626)         | Elisabeth van Denemarken (1573-1626)   | Elisabeth van Denemarken (1573-1626)   | Elisabeth van Denemarken (1573-1626)                     | Elisabeth van Denemarken (1573-1626)                     |                                                          |                                                          |                                                          |                                                          |  |  |  |  |  |  |  |  |  |  |  |  |  |  |  |  |  |  |  |  |  |  |  |  |  |  |  |  |  |  |  |  |  |  |  |  |  |  |  |  |  |  |  |  |  |  |  |  |
|                                                |                                                |                                                |                                                | Jan VI van Nassau-Dillenburg (1535–1606)       | Jan VI van Nassau-Dillenburg (1535–1606)       | Jan VI van Nassau-Dillenburg (1535–1606)     | Jan VI van Nassau-Dillenburg (1535–1606)     | Jan VI van Nassau-Dillenburg (1535–1606)     | Jan VI van Nassau-Dillenburg (1535–1606)     |                                              |                                              |                                              |                                              |                                            |                                            | Elisabeth van Leuchtenberg (1537-1579) | Elisabeth van Leuchtenberg (1537-1579) | Elisabeth van Leuchtenberg (1537-1579) | Elisabeth van Leuchtenberg (1537-1579) | Elisabeth van Leuchtenberg (1537-1579)      | Elisabeth van Leuchtenberg (1537-1579)      |                                             |                                             |                                             |                                             |                                          |                                          |                                               |                                               |                                               |                                               | Hendrik Julius van Brunswijk-Wolfenbüttel (1564-1613) | Hendrik Julius van Brunswijk-Wolfenbüttel (1564-1613) | Hendrik Julius van Brunswijk-Wolfenbüttel (1564-1613) | Hendrik Julius van Brunswijk-Wolfenbüttel (1564-1613) | Hendrik Julius van Brunswijk-Wolfenbüttel (1564-1613) | Hendrik Julius van Brunswijk-Wolfenbüttel (1564-1613) |                                                      |                                                      |                                                      |                                                      |                                                      |                                                      | Elisabeth van Denemarken (1573-1626)         | Elisabeth van Denemarken (1573-1626)         | Elisabeth van Denemarken (1573-1626)   | Elisabeth van Denemarken (1573-1626)   | Elisabeth van Denemarken (1573-1626)                     | Elisabeth van Denemarken (1573-1626)                     |                                                          |                                                          |                                                          |                                                          |  |  |  |  |  |  |  |  |  |  |  |  |  |  |  |  |  |  |  |  |  |  |  |  |  |  |  |  |  |  |  |  |  |  |  |  |  |  |  |  |  |  |  |  |  |  |  |  |
|                                                |                                                |                                                |                                                |                                                |                                                |                                              |                                              |                                              |                                              | Ernst Casimir van Nassau-Dietz (1573–1632)   | Ernst Casimir van Nassau-Dietz (1573–1632)   | Ernst Casimir van Nassau-Dietz (1573–1632)   | Ernst Casimir van Nassau-Dietz (1573–1632)   | Ernst Casimir van Nassau-Dietz (1573–1632) | Ernst Casimir van Nassau-Dietz (1573–1632) |                                        |                                        |                                        |                                        |                                             |                                             |                                             |                                             |                                             |                                             |                                          |                                          |                                               |                                               |                                               |                                               |                                                       |                                                       |                                                       |                                                       |                                                       |                                                       | Sophia Hedwig van Brunswijk-Wolfenbüttel (1592-1642) | Sophia Hedwig van Brunswijk-Wolfenbüttel (1592-1642) | Sophia Hedwig van Brunswijk-Wolfenbüttel (1592-1642) | Sophia Hedwig van Brunswijk-Wolfenbüttel (1592-1642) | Sophia Hedwig van Brunswijk-Wolfenbüttel (1592-1642) | Sophia Hedwig van Brunswijk-Wolfenbüttel (1592-1642) |                                              |                                              |                                        |                                        |                                                          |                                                          |                                                          |                                                          |                                                          |                                                          |  |  |  |  |  |  |  |  |  |  |  |  |  |  |  |  |  |  |  |  |  |  |  |  |  |  |  |  |  |  |  |  |  |  |  |  |  |  |  |  |  |  |  |  |  |  |  |  |
|                                                |                                                |                                                |                                                |                                                |                                                |                                              |                                              |                                              |                                              | Ernst Casimir van Nassau-Dietz (1573–1632)   | Ernst Casimir van Nassau-Dietz (1573–1632)   | Ernst Casimir van Nassau-Dietz (1573–1632)   | Ernst Casimir van Nassau-Dietz (1573–1632)   | Ernst Casimir van Nassau-Dietz (1573–1632) | Ernst Casimir van Nassau-Dietz (1573–1632) |                                        |                                        |                                        |                                        |                                             |                                             |                                             |                                             |                                             |                                             |                                          |                                          |                                               |                                               |                                               |                                               |                                                       |                                                       |                                                       |                                                       |                                                       |                                                       | Sophia Hedwig van Brunswijk-Wolfenbüttel (1592-1642) | Sophia Hedwig van Brunswijk-Wolfenbüttel (1592-1642) | Sophia Hedwig van Brunswijk-Wolfenbüttel (1592-1642) | Sophia Hedwig van Brunswijk-Wolfenbüttel (1592-1642) | Sophia Hedwig van Brunswijk-Wolfenbüttel (1592-1642) | Sophia Hedwig van Brunswijk-Wolfenbüttel (1592-1642) |                                              |                                              |                                        |                                        |                                                          |                                                          |                                                          |                                                          |                                                          |                                                          |  |  |  |  |  |  |  |  |  |  |  |  |  |  |  |  |  |  |  |  |  |  |  |  |  |  |  |  |  |  |  |  |  |  |  |  |  |  |  |  |  |  |  |  |  |  |  |  |
|                                                |                                                |                                                |                                                |                                                |                                                |                                              |                                              |                                              |                                              |                                              |                                              |                                              |                                              |                                            |                                            |                                        |                                        |                                        |                                        |                                             |                                             |                                             |                                             |                                             |                                             |                                          |                                          |                                               |                                               |                                               |                                               |                                                       |                                                       |                                                       |                                                       |                                                       |                                                       |                                                      |                                                      |                                                      |                                                      |                                                      |                                                      |                                              |                                              |                                        |                                        |                                                          |                                                          |                                                          |                                                          |                                                          |                                                          |  |  |  |  |  |  |  |  |  |  |  |  |  |  |  |  |  |  |  |  |  |  |  |  |  |  |  |  |  |  |  |  |  |  |  |  |  |  |  |  |  |  |  |  |  |  |  |  |
|                                                |                                                |                                                |                                                |                                                |                                                |                                              |                                              |                                              |                                              |                                              |                                              |                                              |                                              |                                            |                                            |                                        |                                        |                                        |                                        |                                             |                                             |                                             |                                             |                                             |                                             |                                          |                                          |                                               |                                               |                                               |                                               |                                                       |                                                       |                                                       |                                                       |                                                       |                                                       |                                                      |                                                      |                                                      |                                                      |                                                      |                                                      |                                              |                                              |                                        |                                        |                                                          |                                                          |                                                          |                                                          |                                                          |                                                          |  |  |  |  |  |  |  |  |  |  |  |  |  |  |  |  |  |  |  |  |  |  |  |  |  |  |  |  |  |  |  |  |  |  |  |  |  |  |  |  |  |  |  |  |  |  |  |  |
| Hendrik Casimir I van Nassau-Dietz (1612–1640) | Hendrik Casimir I van Nassau-Dietz (1612–1640) | Hendrik Casimir I van Nassau-Dietz (1612–1640) | Hendrik Casimir I van Nassau-Dietz (1612–1640) | Hendrik Casimir I van Nassau-Dietz (1612–1640) | Hendrik Casimir I van Nassau-Dietz (1612–1640) |                                              |                                              | Willem Frederik van Nassau-Dietz (1613–1664) | Willem Frederik van Nassau-Dietz (1613–1664) | Willem Frederik van Nassau-Dietz (1613–1664) | Willem Frederik van Nassau-Dietz (1613–1664) | Willem Frederik van Nassau-Dietz (1613–1664) | Willem Frederik van Nassau-Dietz (1613–1664) |                                            |                                            | Elisabeth van Nassau-Dietz (1614-1614) | Elisabeth van Nassau-Dietz (1614-1614) | Elisabeth van Nassau-Dietz (1614-1614) | Elisabeth van Nassau-Dietz (1614-1614) | Elisabeth van Nassau-Dietz (1614-1614)      | Elisabeth van Nassau-Dietz (1614-1614)      |                                             |                                             | Johan Ernst van Nassau-Dietz (1617-1617)    | Johan Ernst van Nassau-Dietz (1617-1617)    | Johan Ernst van Nassau-Dietz (1617-1617) | Johan Ernst van Nassau-Dietz (1617-1617) | Johan Ernst van Nassau-Dietz (1617-1617)      | Johan Ernst van Nassau-Dietz (1617-1617)      |                                               |                                               | Maurits van Nassau-Dietz (1619-1628)                  | Maurits van Nassau-Dietz (1619-1628)                  | Maurits van Nassau-Dietz (1619-1628)                  | Maurits van Nassau-Dietz (1619-1628)                  | Maurits van Nassau-Dietz (1619-1628)                  | Maurits van Nassau-Dietz (1619-1628)                  |                                                      |                                                      | Elisabeth Friso van Nassau-Dietz (1620-1628)         | Elisabeth Friso van Nassau-Dietz (1620-1628)         | Elisabeth Friso van Nassau-Dietz (1620-1628)         | Elisabeth Friso van Nassau-Dietz (1620-1628)         | Elisabeth Friso van Nassau-Dietz (1620-1628) | Elisabeth Friso van Nassau-Dietz (1620-1628) |                                        |                                        | ... + 2 jong overleden broers en 1 jong overleden zuster | ... + 2 jong overleden broers en 1 jong overleden zuster | ... + 2 jong overleden broers en 1 jong overleden zuster | ... + 2 jong overleden broers en 1 jong overleden zuster | ... + 2 jong overleden broers en 1 jong overleden zuster | ... + 2 jong overleden broers en 1 jong overleden zuster |  |  |  |  |  |  |  |  |  |  |  |  |  |  |  |  |  |  |  |  |  |  |  |  |  |  |  |  |  |  |  |  |  |  |  |  |  |  |  |  |  |  |  |  |  |  |  |  |